# Асандр (сатрап Лидии)
Асандр (др.-греч. Άσανδρoς) — македонский военачальник, сатрап Лидии в 334—331 годах до н. э.

## Биография
Имя отца Асандра было Филота. По мнению канадского исследователя В. Хеккеля и А. Босворта, Асандр не был братом Пармениона, как полагали Дройзен И., Г. Берве, Э. Бэдиан и некоторые другие исследователи.
В 334 году до н. э. Сарды без боя сдались Александру Македонскому во время его Восточного похода. По замечанию Дройзена И. столица Лидии была важным пунктом в стратегическом плане македонского царя, воротами к центральным землям Малой Азии. Александр назначил Асандра сатрапом Лидии и придал для обеспечения македонского контроля над этой территорией отряд легкой пехоты и конницы. Также вместе с Асандром были оставлены гетайр Павсаний в качестве коменданта сардской цитадели и грек Никий, заведовавший финансовой частью. В связи с этим Олмстед А. отметил, что в Лидии Александром было сохранено деление власти в сатрапии по персидскому образцу: между тремя разными должностными лицами. В отличие от Каласа, Асандру не был поручен сбор налогов.
В следующем году вместе с Птолемеем Асандр подавил выступление Оронтобата.
В 331 году до н. э. Асандр был сменён на своём посту Менандром, а сам вместе с другими наместниками привёл к находившемуся в Бактрии Александру несколько тысяч пехотинцев и всадников, видимо, по большей части состоящих из греческих наёмников.
Исторические источники не сообщают о дальнейшей судьбе Асандра. По предположению Шофмана А. С., или Александр более не назначал Асандра на ответственные должности, достойные упоминания у древних авторов, или Асандр вскоре умер.